# Petra Friedrich
Petra Friedrich (* 1973 in Wien) ist eine österreichische Schauspielerin.

## Leben
Friedrich studierte Medizin und unterrichtete an der Universität Wien im Fachbereich Anatomie. Danach absolvierte sie ein Schauspielstudium am Franz Schubert Konservatorium in Wien, das sie 2001 abschloss. Auf ihr Erstengagement am Volkstheater Wien folgten Festengagements an der Landesbühne Hannover und am Schlosstheater Celle. Viele Sommermonate verbrachte Petra Friedrich in den Festspielstätten von Hannover-Herrenhausen und den Kreuzgangspielen Feuchtwangen.
Petra Friedrich spielte Alkmene in Amphitryon von Heinrich v. Kleist, Kassandra in Die Troerinnen nach Euripides, Frau Solness in Baumeister Solness von Ibsen, Emilia in Shakespeare’s Othello, Sue in Peggy Picket sieht das Gesicht Gottes von Roland Schimmelpfennig, Barbara in Kaspar Häuser Meer von Felicitas Zeller, um nur einige ihrer zahlreichen Rollen zu nennen. Sie leitete die Jugendtheatergruppe ZOFF AG. Und war Gründungsmitglied der Theatergruppe IGOR T.
Von 2011 bis 2019 produzierte Petra Friedrich als Autorin und Regisseurin Showreels für Schauspieler und Schauspielerinnen und unterrichtete von 2019 bis 2022 am Cours Florent Berlin im Bachelor-Studiengang Schauspiel. Zudem ist sie seit 2016 Mitglied im Theaterwerk Albstedt e.V. und gibt dort regelmäßig Theater- und Schauspielworkshops.
Seit 2018 arbeitet Petra Friedrich vermehrt für Film und Fernsehen, u. a. für WaPo Berlin, All You Need oder Die Wespe. Seit 2022 ist sie in der Freitagabend Krimiserie Mordsschwestern – Verbrechen ist Familiensache als Dr. Paula Fischer im ZDF zu sehen.

## Filmografie

### Film (Auswahl)
- 2011: Landarzt (Rolle: Jana, Regie: Sebastian Bock, Kurzfilm)
- 2011: Die Reisenden (Rolle: Dolores, Regie: Carina Kaiser, Kino)
- 2012: Prüfung (Rolle: Frau Hawlika, Regie: Daniel Brockhaus, Kurzfilm)
- 2012: Stadt-Land-Flucht (Rolle: Hermine, Regie: Axel Weirowski, Kurzfilm)
- 2014: Ungeschrieben (Rolle: Barbara, Regie: Jonas Schuba, Kurzfilm)
- 2014: Von einer lange zurückliegenden Vergangenheit (Rolle: Anna, Regie: Julia M. Müller, Kurzfilm)
- 2014: Volkswagen TV (Regie: Utz Spaeth)
- 2015: Mutter (HR, Regie: Ekatarina Kashtanova, Kurzfilm)
- 2020: Das Comeback (HR, Sie, Regie: Benny Brunner, Langfilm)
- 2021: Es gibt uns wirklich (Hauptrolle, Regie Andreas Schneider, Das gute Werk - Bewegtbild[2])

### Fernsehen (Auswahl)
- 2014: Der Überfall (Regie: Gordian Maugg, ZDF)
- 2016: Die Deutschen und die Polen (NR, Rgeie: Gordian Maugg, ZDF)
- 2017: Die Schulexperten (DNR, Regie: Oliver Höhn, SAT1)
- 2018: Holiday Spirit - Conversation with the Supplicant (NR, Regie: Liel Simon, DFFB)
- 2018: Tommy & Wolf[3] (NR, Mutter Irmi, Regie: Maximilian Conway, Kurzspielfilm, 3 SAT)
- 2019: Liebe, Pflicht & Hoffnung (NR, Regie: Maximilian Conway, Kurzspielfilm, 3 SAT)
- 2020: All you need[4] (NR, Marion, Regie: Benjamin Gutsche, ARD)
- 2020: WAPO Berlin (NR, Regie: Seyhan Derin, ARD)
- 2021: Die Wespe (NR, Krankenschwester, Regie: Hermine Huntgeburth, Mini-Serie, SKY)
- 2022: Boom Boom Bruno[5] (NR, Schwester Sylvia, Regie: Maurice Hübner, Warner TV, Odeon Fiction, Mini-Serie)
- seit 2022: Mordsschwestern – Verbrechen ist Familiensache (Ensemble - HR, Forensikerin Dr. Fischer, Regie: Ole Zapatka, Akzente Film, ZDF)
- 2022: Das Leben ist kein Kindergarten (NR, Heimleiterin Raab, Regie: Sinje Köhler, Amusement Park Film, ARD)
- 2022: Siebenstein (Gastrolle, Regie: Michael Binz, Studio.TV, Serie, ZDF)
- 2023: Pausenraum (HR, Renate, Regie: Jan Verbog, Mockumentary)

### Theater (Auswahl)
- 2001: Der Theatermacher (Regie: Gerhard Weber, Landesbühne Hannover)
- 2001: Die Vögel (Regie: Georg Staudacher, Landesbühne Hannover)
- 2002: Arsen und Spitzenhäubchen (Regie: Peter Seuven, Landesbühne Hannover)
- 2003: Der blaue Engel (Regie: Gerhard Weber, Landesbühne Hannover)
- 2003: Leben des Galilei (Regie: Kurt Josef Schildknecht, Landesbühne Hannover)
- 2003: Frühlings Erwachen (Regie: André Bastian/Spax, Landesbühne Hannover)
- 2004: Urmel aus dem Eis (Regie: Johannes Reitmeier, Kreuzgangspiele Feuchtwangen)
- 2004: Doktor Faustus (Regie: Ralf Ebeling, Schlosstheater Celle)
- 2004: Effi Briest (Regie: Sylvia Richter, Landesbühne Hannover)
- 2004: Helden (Regie: André Bastian, Landesbühne Hannover)
- 2005: Tod eines Handlungsreisenden (Regie: Ina-Katrin Korff, Schlosstheater Celle)
- 2005: Jakobowsky und der Oberst (Regie: Thomas Blubacher, Schlosstheater Celle)
- 2006: Der Schinderhannes (Regie: Johannes Reitmeier, Kreuzgangspiele Feuchtwangen)
- 2006: Ronja Räubertochter (Regie: Thomas Krauß, Kreuzgangspiele Feuchtwangen)
- 2007: Der Prozess (Regie: Markus Baumhaus, Schlosstheater Celle)
- 2009: Amphitryon (Regie: Peter Lüder, Schlosstheater Celle)
- 2009: Der Theatermacher (Regie: Kalle Kubik, Schlosstheater Celle)
- 2009: Urteil von Nürnberg (Regie: Thomas Blubacher, Schlosstheater Celle)
- 2010: Das Fest (Regie: Thomas Blubacher, Schlosstheater Celle)
- 2010: Othello (Regie: Horst Ruprecht, Schlosstheater Celle)
- 2010: Der Untergang (Regie: André Bastian, Schlosstheater Celle)
- 2011: Baumeister Solness (Regie: Ina Kathrin Korff, Schlosstheater Celle)
- 2011: Der gute Mensch von Sezuan (Regie: Kalle Kubik, Schlosstheater Celle)
- 2011: Endstation Sehnsucht (Regie: Lars Wernecke, Schlosstheater Celle)
- 2012: 8 Frauen (Regie: Jan Bodinus, Schlosstheater Celle)
- 2013: Frühlings Erwachen (Regie: Michael Knof, Schlosstheater Celle)
- 2013: Altensalzkoth (Regie: Peter Schanz, Schlosstheater Celle)
- 2013: Lumpazivagabundus (Regie: Christoph Zauner, Schlosstheater Celle)

### Hörspiel (Auswahl)
- 2008: Sophie Dorothea (Schlossmuseum Celle)
- 2013: Jura Soyfer / Eine Geschichtsstunde im Jahr 2035 (Weimar)
- 2014: Nach dem Verschwinden (rbb)

### Lehre
- 2014: Stagecoach Köln (Dozentur)
- seit 2016: Theaterwerk Albstedt e.V. (Dozentur und Vereinsmitglied)
- 2019–2022: Cours Florent, Berlin (Dozentur)